# (3176) Paolicchi
(3176) Paolicchi es un asteroide perteneciente al cinturón de asteroides, descubierto el 13 de noviembre de 1980 por Zoran Knežević desde la Estación Piszkéstető, Budapest, Hungría.

## Designación y nombre
Designado provisionalmente como 1980 VR1. Fue nombrado Paolicchi en honor al astrofísico italiano Paolo Paolicchi.